# Omar Sey (Politiker, 1941)
Omar B. A. Sey auch Omar Barou Sey (* 2. Februar 1941 in Basse; † 2. März 2018 in Banjul) war Außenminister von Gambia.

## Leben
| Parlamentswahl  | Stimmen    | Stimmanteil |
| --------------- | ---------- | ----------- |
| 1982 (Nachwahl) | einstimmig | gewählt     |
| 1987            | 4.216      | 60,53 %     |
| 1992            | 2.791      | 49,37 %     |

Sey war ein gambischer Politiker. Er gehörte dem Kabinett von Gambia unter Präsident Dawda Jawara als Außenminister von 1987 bis 1994 an. Mit dem Militärputsch vom 22. Juli 1994 wurde er mit der gesamten Regierung abgesetzt. Die Armed Forces Provisional Ruling Council übernahm bis zu den Wahlen im Jahr 1996 die Regierung.
Von 1976 bis 1988 war er Präsident des Gambia National Olympic Committee und half mit, dass Gambia bei den Olympischen Sommerspielen 1984 erstmals teilnehmen konnte. Sey, der selbst früher Fußball gespielt hatte, war Präsident der Gambia Football Association (GFA) von November 2004 bis Dezember 2005.
Sey starb 2018 im Edward Francis Small Teaching Hospital und wurde auf dem Old Jeshwang Cemetery bestattet.